# Sismo de Puebla de 2017
O sismo de Puebla de 2017 foi um sismo de magnitude 7,1, que ocorreu no estado de Puebla às 14h15 EAT (13h14 CDT; 18h14 UTC) de 19 de Setembro de 2017, causando vítimas e estragos nos estados de Puebla, Morelos, México e Guerrero, e em particular na Região Metropolitana da Cidade do México. Foram reportados 370 mortos.

## Antecedentes

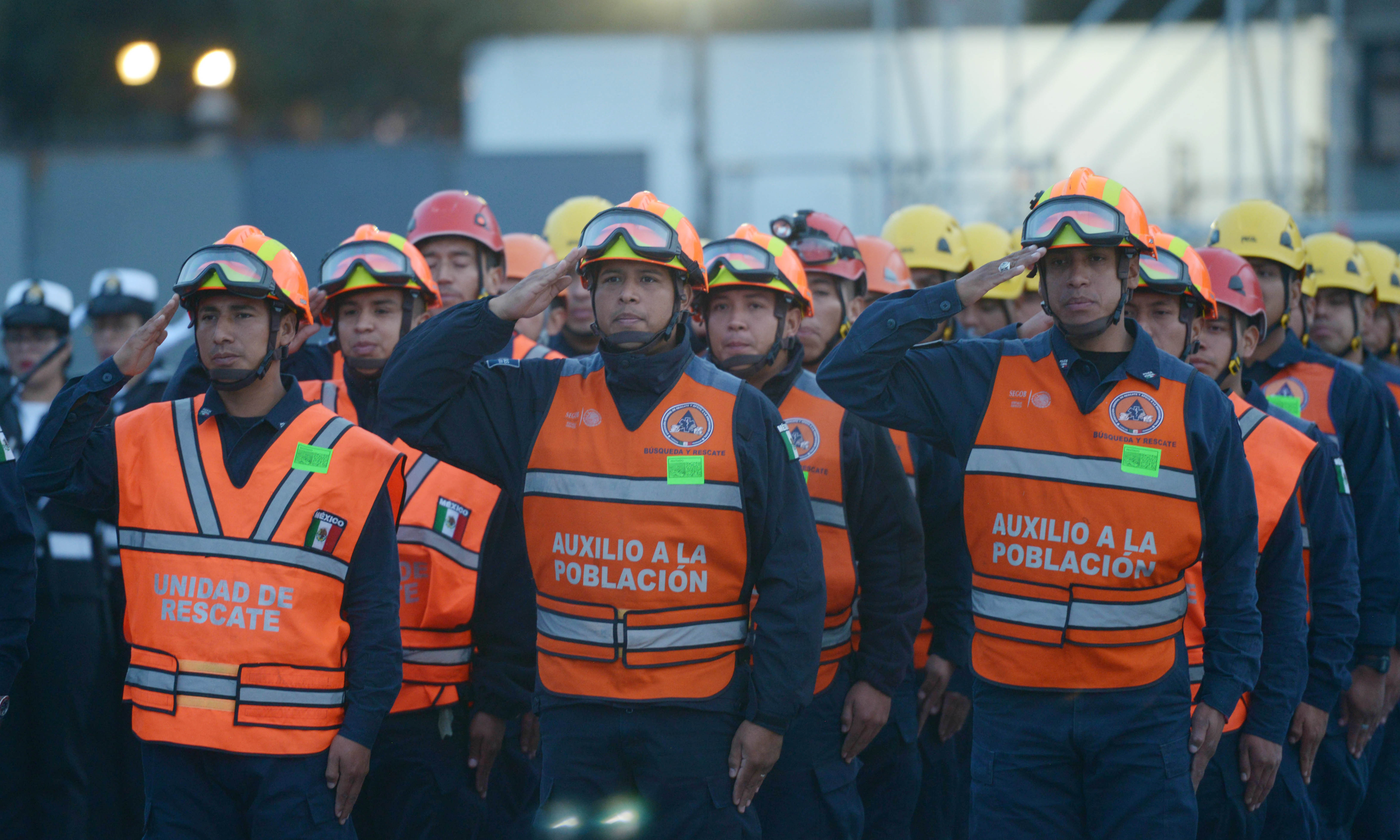
Elementos das equipes de resgate na cerimônia de homenagem às vítimas do sismo do México de 1985, na manhã de 19 de Setembro.

Ao longo do século XX, a região localizada num raio de 250 quilómetros a partir do hipocentro do sismo do dia 19 de Setembro sofreu dezanove outros sismos de magnitude superior a 6,5, a maioria dos quais ocorridos perto do interface da zona de subducção, na costa do Pacífico, a sul do hipocentro deste sismo. O maior destes sismos ocorreu em Julho de 1957, com uma magnitude de 7,6, na região de Guerrero, causando entre 50 a 160 mortes, e muitos mais feridos. Em Junho de 1999, um sismo de magnitude 7,0 a 70 km de profundidade, mesmo a sudeste do sismo de dia 19, causou 14 mortos e cerca de 200 feridos, e danos consideráveis na cidade de Puebla.
O sismo ocorreu a 19 de Setembro, 32º aniversário do devastador sismo da Cidade do México de 1985, de magnitude 8,0, que causou grande destruição na Cidade do México e nas regiões em redor. Este sismo foi resultado de uma evento de falha no interface entre a placa de Cocos e a placa da América do Norte, cerca de 450 quilómetros a oeste do hipocentro do sismo de dia 19 de Setembro. Cerca de duas horas antes do sismo, as sirenes de aviso de terramoto haviam soado, e dezenas de edifícios haviam sido evacuados durante uma simulação de terramoto de rotina, na qual participaram cerca de 4 milhões de pessoas. Entretanto, o sistema de alerta sísmico não funcionou adequadamente quando a terra tremeu de fato. Isso porque a maioria dos sensores de monitoramento estão posicionados nas áreas costeiras, onde geralmente ocorrem os abalos que afetam o país.
O sismo de Puebla ocorreu também doze dias após o sismo de Chiapas, de magnitude 8,1, localizado no sul do México. O epicentro do sismo de Chiapas localizou-se a cerca de 650 quilómetros a sudeste do sismo de Puebla. Este sismo ocorreu igualmente como resultado de um evento normal de falha na placa de Cocos em processo de subducção, a uma profundidade de 50 a 70 quilómetros. Contudo, aparentemente não há uma ligação entre os dois eventos.

## Sismo

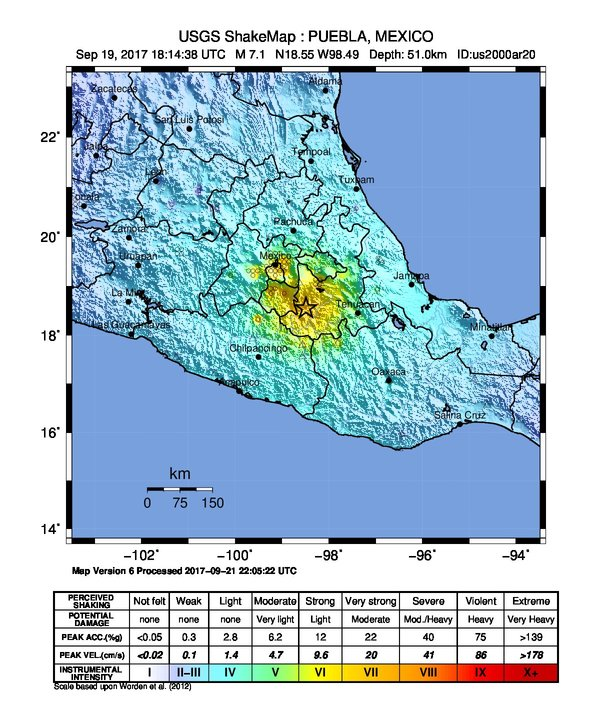
Intensidade do sismo, com epicentro a 5 quilómetros a lés-nordeste de Raboso, no México

O sismo, de magnitude 7,1, e localizado cinco quilómetros a lés-nordeste de Raboso, no estado de Puebla, 123 quilómetros a sudeste da capital, Cidade do México, de acordo com o Serviço Geológico dos Estados Unidos. A agência sismológica estatal mexicana estimou inicialmente a magnitude do sismo em 6,8, localizando o epicentro e este da cidade, no estado de Puebla, cerca de oitenta quilómetros a sudeste da capital, com hipocentro a 51 quilómetros de profundidade. Tremores que ocorrem até 70 quilômetros de profundidade são considerados rasos, e geralmente são os mais destrutivos.

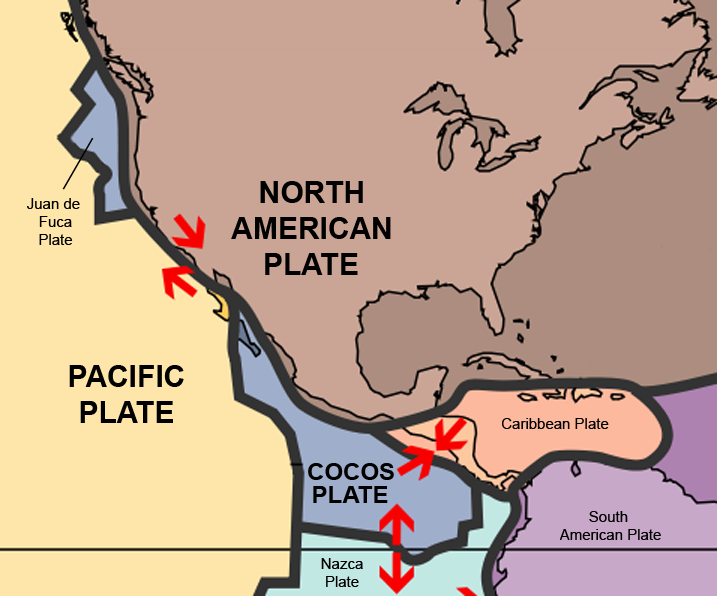
Placas tectônicas na região do México. As setas indicam a direção em que se movem.

O sismo ocorreu em consequência de um evento normal de falha, a 50 quilómetros de profundidade, tendo ocorrido perto da fronteira entre a placa de Cocos e a placa da América do Norte, embora não exactamente sobre ela. Na região onde o sismo ocorreu, a placa de Cocos converge com a placa da América do Norte a uma velocidade de aproximadamente 76 mm por ano, em direcção a nordeste. A placa de Cocos começa o seu movimento de subducção sob a América Central na Fossa Mesoamericana, cerca de 300 quilómetros a sudoeste do epicentro do sismo. O hipocentro, profundo e o mecanismo de falha normal do sismo sugerem que seja um evento intraplaca, no interior da placa de Cocos em subducção, mais do que algo associado às grandes forças de pressão mais superficiais da fronteira entre placas.
A maioria da Cidade do México foi construída numa antiga bacia lacustre, cujo solo pode amplificar os efeitos de sismos com epicentros localizados a centenas de quilómetros de distância num factor de 100 ou mais. Do mesmo modo, o terramoto de 1985, embora tenha tido o seu epicentro em Michoacan, a 450 quilómetros de distância, ao longo da costa do Pacífico, teve efeitos devastadores na Cidade do México.
Após o sismo inicial, foram registadas onze réplicas de magnitude entre 3,9 a 4,9 O sismo causou igualmente uma pequena erupção do vulcão Popocatépetl.
De acordo com o Serviço Sismológico Nacional do México, o epicentro do abalo inicial, que foi também o mais forte, localizou-se a doze quilómetros do povoado de Axochiapan, em Morelos, perto da fronteira com o estado de Puebla, a 120 quilómetros da capital mexicana. O sismo terá sido sentido por 12 milhões de pessoas.

## Danos e vítimas

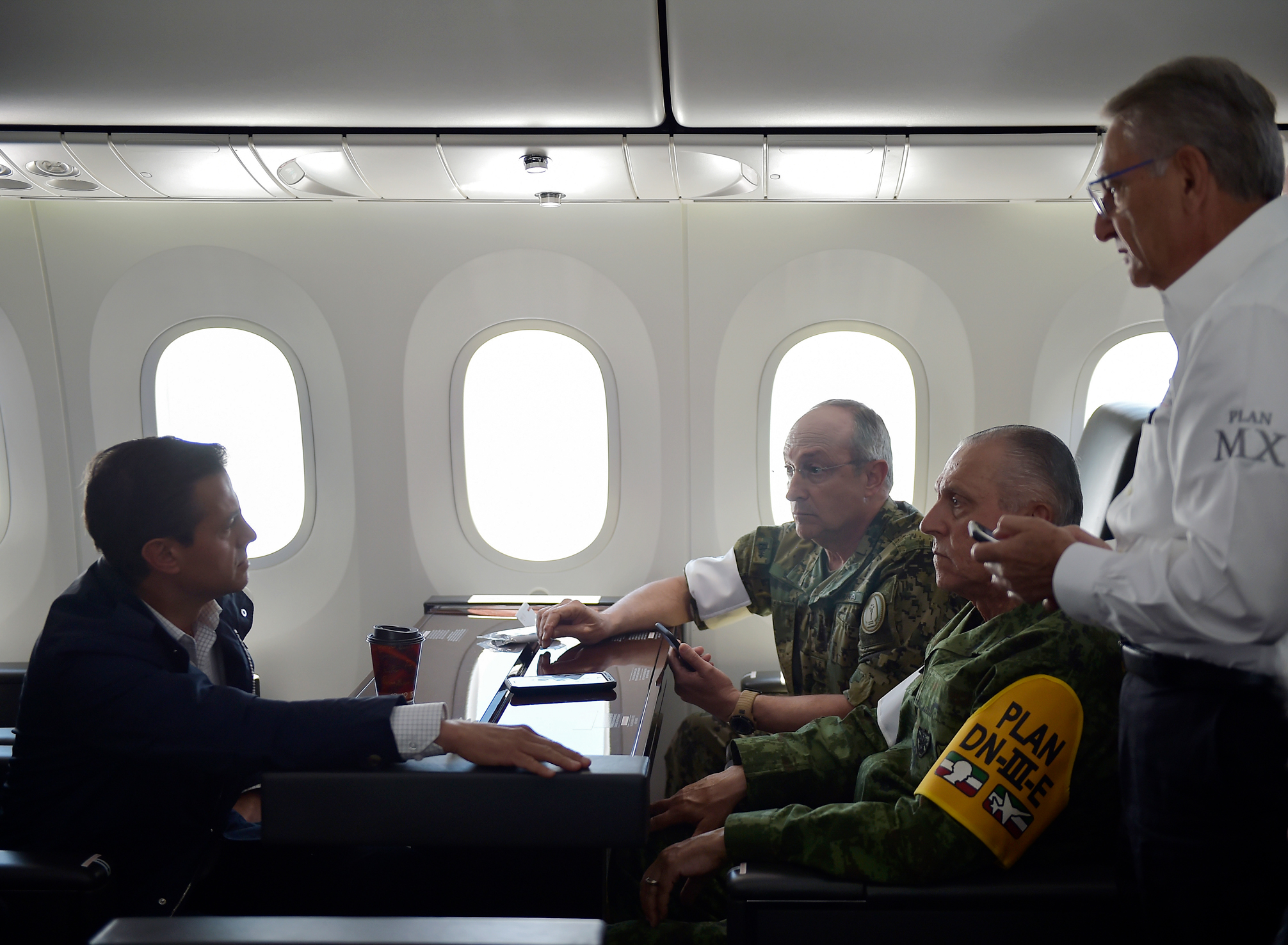
O presidente Enrique Peña Nieto activa o Plan MX a bordo do avião presidencial.

Foram confirmadas 369 mortes, das quais 228 ocorreram na Cidade do México, 15 no estado do México, que rodeia a capital, 74 no estado de Morelos, 45 no estado de Puebla, onde se localizou o epicentro, 6 em Guerrero e uma em Oaxaca. Pelo menos 3 estrangeiros morreram. Cerca de 2 mil pessoas ficaram feridas, sendo 800 só na capital mexicana. Onze mil casas ficaram danificadas. Este foi o terremoto mais mortífero ocorrido no país desde o sismo de 1985.
Segundo a CFC, a companhia estatal de electricidade mexicana, cerca de 3,8 milhões de clientes estão sem electricidade. Todos os hospitais danificados pelo sismo estão a ser evacuados.
A bolsa de valores mexicana Mexico IPC entrou em queda imediatamente após o tremor de terra, conseguindo recuperar antes das transacções terem sido suspensas.
O presidente do México, Enrique Peña Nieto, decretou o estado de emergência no país, activando o Plan MX, que incorpora as Forças Armadas Mexicanas no auxílio à calamidade. No dia seguinte, Peña Nieto decretou três dias de luto nacional.
A 21 de Setembro, as actividades da Assembleia Legislativa encontravam-se ainda suspensas.
A devastação só não foi maior pois após o terremoto de 1985 o México estabeleceu regras mais rígidas para a construção civil. A maior parte das estruturas que colapsaram eram mais antigas, não obstante 10% dos edifícios danificados foram construídos após 1985. O presidente Peña Nieto declarou que o custo da recuperação das áreas afetadas pelos tremores será superior ao equivalente a US$ 2,1 bilhões. O PIB mexicano poderá ter uma queda de 0,1% em decorrência do sismo, embora a previsão de crescimento de 2% se mantenha para 2017.
Cerca de 5100 escolas foram destruídas ou danificadas pelos sismos de Puebla e Chiapas, segundo dados do UNICEF. Será preciso mais de 760 milhões de dólares para reconstruí-las, segundo o governo mexicano.
Em 23 de setembro, um novo terremoto de magnitude 6,1 atingiu a região sul do México. Duas mulheres morreram vítimas de infarto.
A 28 de setembro, as buscas por eventuais sobreviventes foram oficialmente encerradas. O último corpo foi resgatado a 4 de outubro.

### Cidade do México

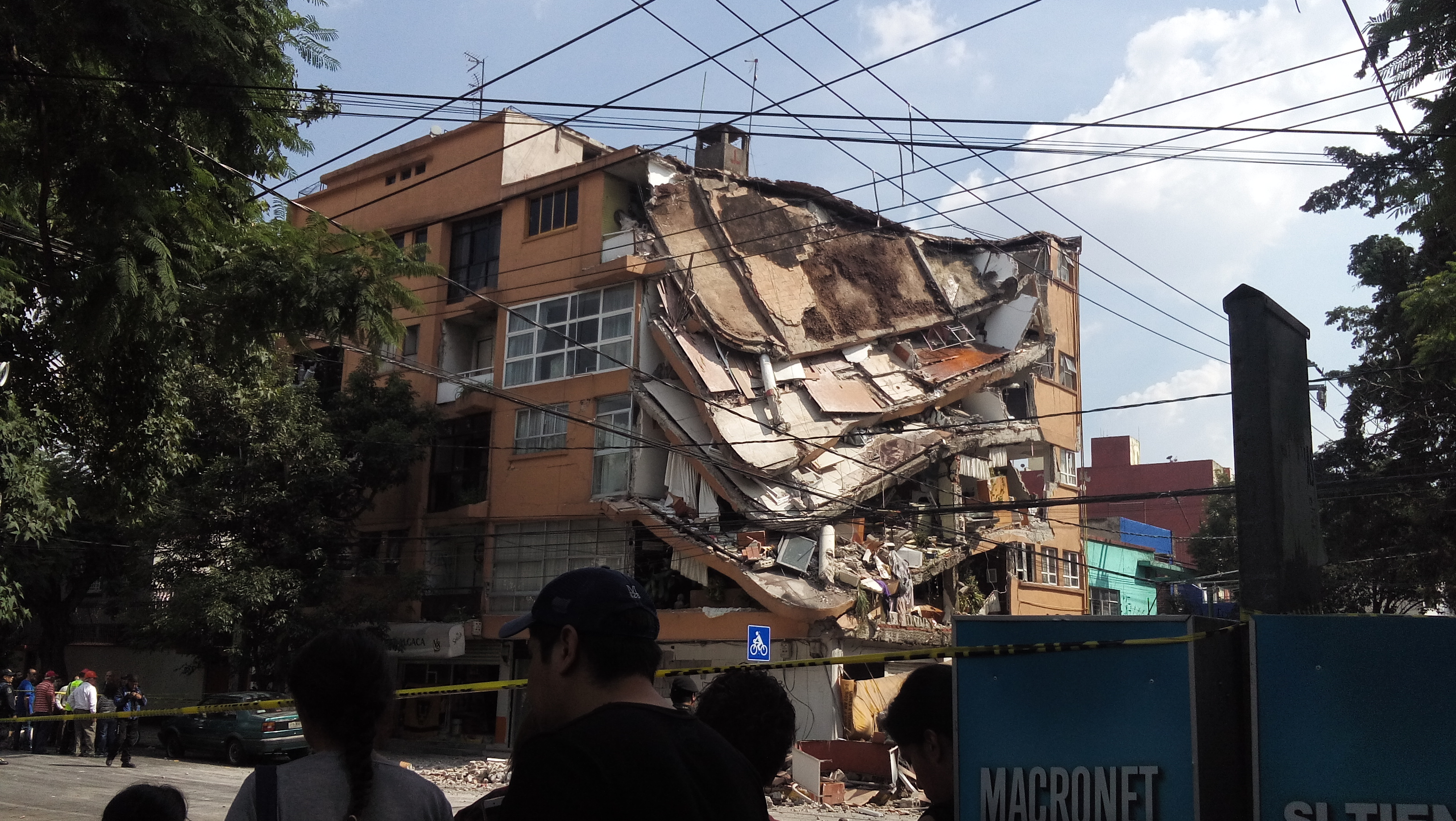
Prédio parcialmente colapsado em Colonia Narvarte Poniente, Delegación Benito Juárez, Cidade do México

O sismo fez com que os edifícios da capital mexicana, Cidade do México, abanassem, deixando a cidade sem telefone e sem energia. Os relatos iniciais deram conta de muitas pessoas fugindo de edifícios de escritório que abanavam com o sismo ao longo da Avenida de la Reforma, no centro da capital. Algumas fachadas caíram, havendo também grandes fugas de gás e incêndios.
Pelo menos 40 edifícios ruíram e 2 mil moradias ficaram danificadas,  incluindo edifícios de escritórios e de apartamentos, uma fábrica e um supermercado. O presidente da Cidade do México, Miguel Angel Mancera, confirmou que várias pessoas ainda se encontram presas no interior de edifícios colapsados. Entre 50 a 60 pessoas foram já salvas de entre os destroços com a ajuda de populares e das equipas de emergência.
Em Coapa, no extremo sudeste da capital mexicana, a escola Enrique Rebsamen, um edifício de três andares, ruiu, matando 25 pessoas, das quais 21 crianças e quatro adultos. Pelo menos 11 crianças conseguiram ser resgatadas com vida, mas entre 30 a 40 pessoas permanecem entre os escombros, muitas delas delas menores de idade. Alguns dos sobreviventes, entre os quais duas crianças e uma professora, têm conseguido estabelecer contacto com o exterior. Foi noticiado que uma menina de nome Frida Sofia estaria viva em meio aos escombros, gerando grande comoção entre os mexicanos. Contudo, após dois dias de busca a Marinha mexicana desmentiu o fato, confirmando que não havia nenhuma aluna com esse nome na escola.

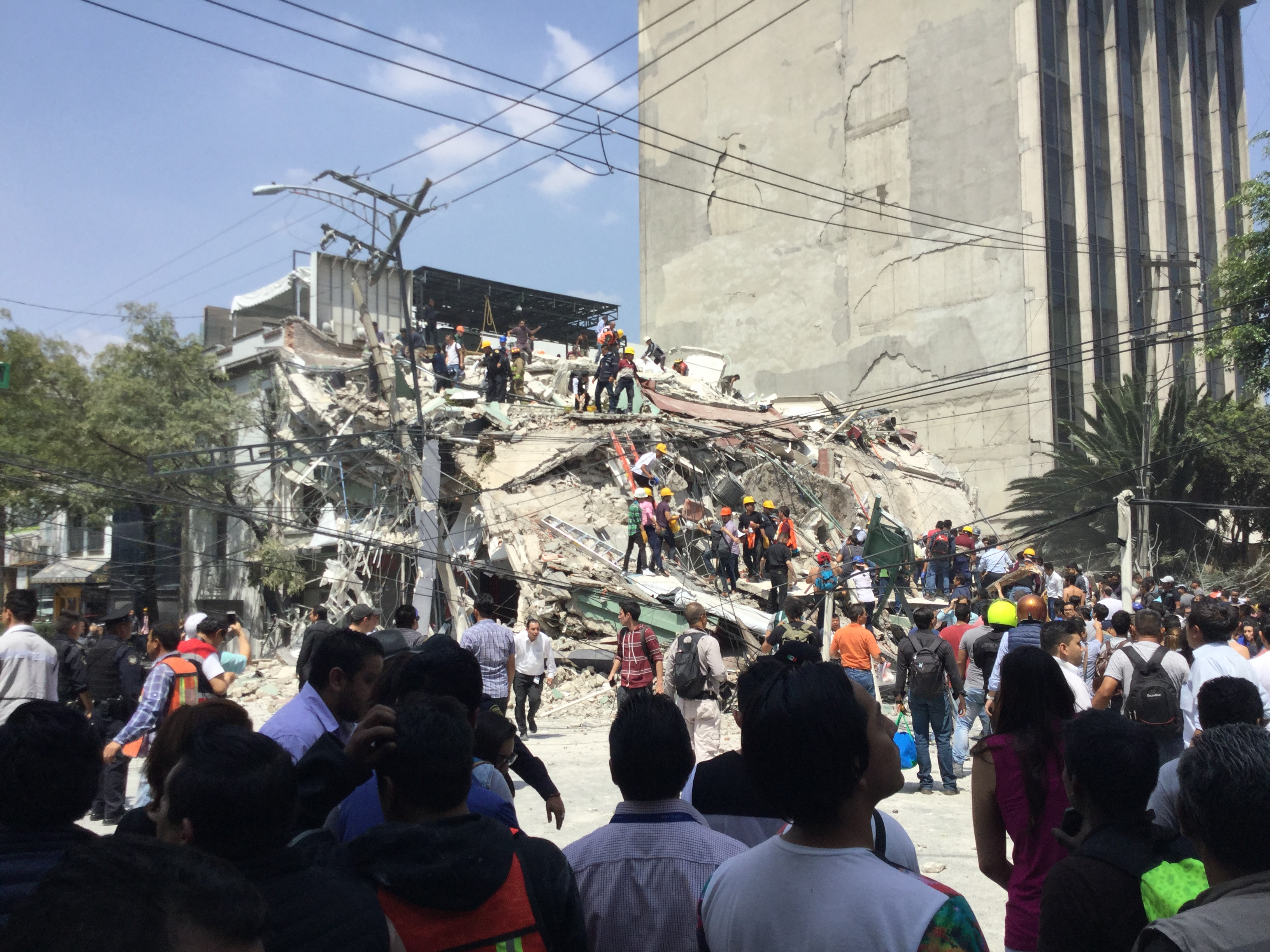
Voluntários e equipes de resgate em um edifício no distrito de Roma, Cidade do México.

O distrito de Roma, um dos mais na moda na capital mexicana, foi gravemente atingido, registando-se o desabamento de um edifício de apartamentos de seis andares, entre muitos outros que colapsaram. No bairro de Coyoacan, no sul da capital, as paredes de edifícios da era colonial racharam-se e deformaram-se, registando-se alguns colapsos. Em Cuauhtémoc registo-se a queda de vários prédios, entre os quais um edifício de laboratórios de quatro andares.
A Catedral Metropolitana sofreu vários danos com o sismo, tendo caído do alto do cubo do relógio a escultura "Esperança", da autoria de Manuel Tolsá, do início do século XIX, despedaçando-se no chão, assim como outros elementos da sua fachada.
O Estadio Azteca, construído em 1966 e que já sediou dois Campeonatos Mundiais de Futebol, ficou seriamente danificado, forçando ao cancelamento de jogos da primeira liga mexicana. Outra das estruturas que desabou foi um parque de estacionamento perto de um hospital.
O aeroporto da Cidade do México encontra-se encerrado para avaliação dos danos causados pelo sismo. Na capital, cerca de dois milhões de utentes ficaram sem electricidade. Os serviços de Metro, Metrobus e Mexibus foram também afectados pelo sismo, com várias linhas do metropolitano encerradas devido aos cortes de energia, e constrangimentos na circulação dos transportes de superfície devido aos escombros que bloqueiam várias artérias da capital. Ocorreu um descarrilhamento na linha 12 do metropolitano, sem consequências graves. A 20 de Setembro, 95% da rede do metro estava já normalizada, sendo restabelecida na totalidade a rede de Metrobus.

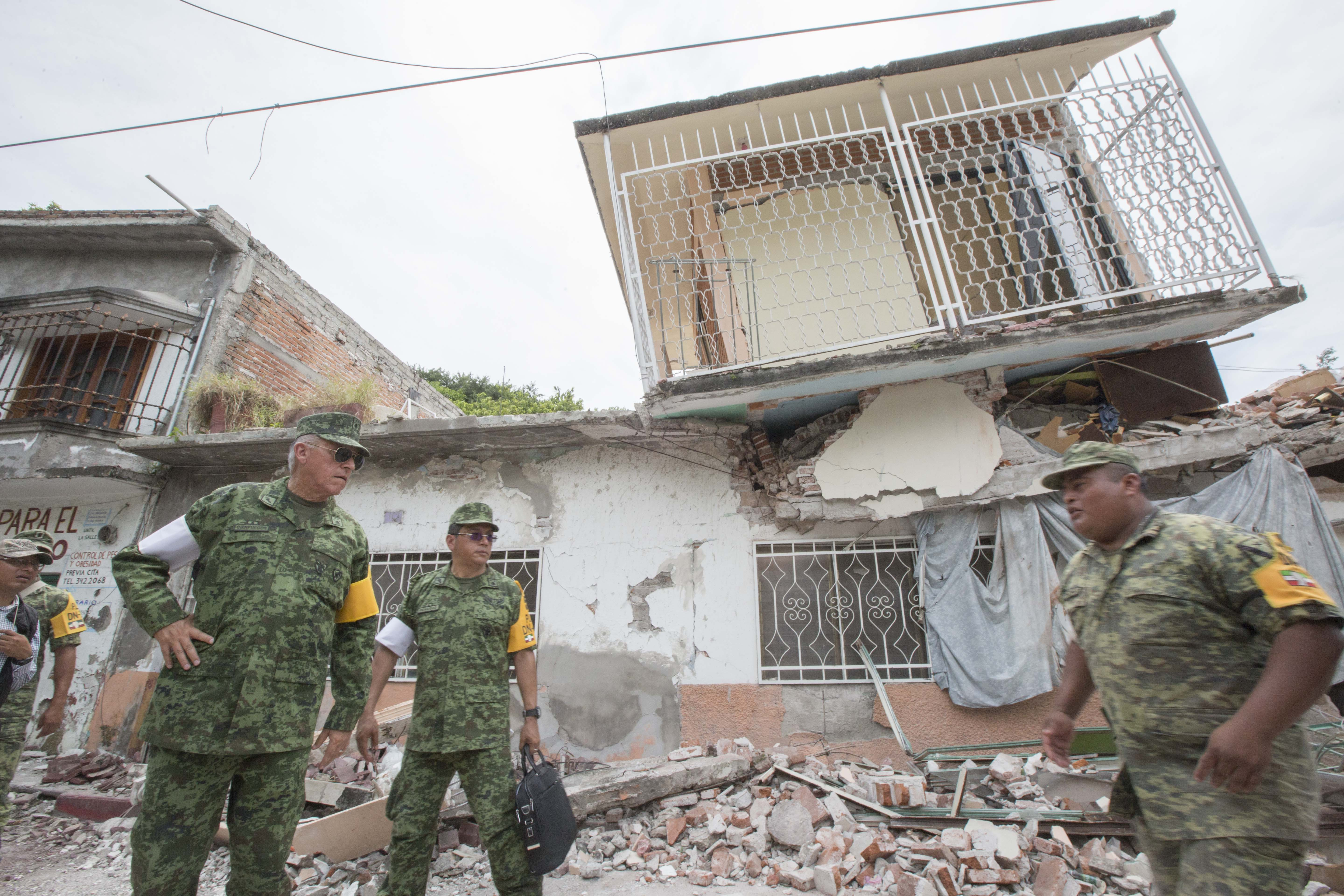
Habitações colapsadas em Jojutla, no estado de Morelos, um dos municípios mais afectados pelo sismo.

O sismo causou pelo menos 228 vítimas mortais,  26 das quais na delegação de Benito Juárez, sendo ainda registados 80 feridos na capital mexicana.

### Puebla
No estado de Puebla, as torres da igreja de Cholula desmoronaram. Em Atzitzihuacán, nas encostas do vulcão Popocatépetl, uma igreja desabou durante uma missa, causando 15 mortos. No total, 163 das mais de 500 igrejas do Estado, a maioria construções antigas, foram danificadas.

### Oaxaca
No estado de Oaxaca, uma mulher morreu quando a igreja onde se encontrava colapsou parcialmente. No município de Huajuapan, que faz fronteira com o estado de Puebla, foram reportados danos graves em três hospitais, dez templos religiosos, 157 escolas, oito edifícios governamentais, sete edifícios municipais e 533 vivendas. Registaram-se ainda 107 feridos, e duas igrejas colapsadas.

### Morelos
14 dos 33 municípios do Estado de Morelos reportaram ter sofrido danos. As cidades mais afetadas foram Cuernavaca, Axochiapan e principalmente Jojutla, onde praticamente todas as construções vieram abaixo.